# Melicope kostermansii
Melicope kostermansii är en vinruteväxtart som beskrevs av Thomas Gordon Hartley. Melicope kostermansii ingår i släktet Melicope och familjen vinruteväxter. Inga underarter finns listade i Catalogue of Life.